# Radošovce (Trnava)
Radošovce é um município da Eslováquia, situado no distrito de Trnava, na região de Trnava. Tem 7,28 km² de área e sua população em 2019 foi estimada em 414 habitantes.

## Demografia
| Ano:        | 1994 | 2004   | 2014   | 2024   |
| ----------- | ---- | ------ | ------ | ------ |
| Broj ljudi: | 392  | 401    | 415    | 388    |
| Razlika:    |      | +2,29% | +3,49% | -6,50% |

| Ano:               | 2023 | 2024   |
| ------------------ | ---- | ------ |
| Número de pessoas: | 396  | 388    |
| Diferença:         |      | -2,02% |